# Мохаммад Юнус
Мохаммад Юнус (нар. 28 червня 1940, Читтагонг, Британська Індія) — бангладеський банкір, економіст, засновник Грамін банку, один із перших соціальних підприємців. Лауреат Нобелівської премії миру 2006 року за зусилля створити економічний та соціальний розвиток знизу. 
Був професором економіки та розвинув концепції мікрокредитування та мікрофінансування. Це позики, які надаються підприємцям, надто бідним для того, щоб одержати традиційні банківські позики. З 6 серпня 2024 року тимчасово очолює уряд Бангладеш.

## Життєпис
Навчався у Вандербільтському університеті.
В 1969 захистив докторську дисертацію з економіки в цьому ж закладі.
Від 1970 до 1972 був професором економіки в Університеті середнього штату Теннесі. Після цього одержав професуру в Читтагонгському університеті в Бангладеш.
Від 1976 був менеджером проєкту розвитку при університеті, з якого пізніше з'явився Грамін Банк. Був директором Грамін Банку з часу його заснування в 1983.
Від 1996 є радником бангладеського уряду.
6 серпня 2024 року тимчасово очолив уряд Бангладеш, після того, як прем'єр-міністерка Бангладеш Шейх Хасіна пішла у відставку та втекла з країни через масові протести.